# Fred Taylor (Basketballtrainer)
Fred R. Taylor (* 3. Dezember 1924 in Zanesville, Ohio; † 6. Januar 2002 in Columbus, Ohio) war ein US-amerikanischer Basketballtrainer. Zwischen 1959 und 1976 trainierte er die Buckeyes der Ohio State University in Columbus.
Obwohl er an der Highschool keinen Basketball spielte (da er mit nur sechs Fingern auf die Welt kam, war ihm das Greifen von Bällen bis zu einer Operation unmöglich), war er ein wichtiger Spieler für Ohio State, wo er zwischen 1946 und 1950 studierte. 1958 wurde er Assistenz-Trainer, und ein Jahr später Cheftrainer bei Ohio State. Es gelang ihm, das damals herausragende Highschool-Talent Jerry Lucas zu den Buckeyes zu locken. Schon 1960 gewann Ohio State dank Lucas die NCAA Division I Basketball Championship. Es blieb Taylors einzige.
Taylor beendete seine Trainerkarriere 1976 mit einer Bilanz von 297 Siegen bei 158 Niederlagen. Am 6. Mai 1985 wurde er in die Naismith Hall of Fame des Basketballs aufgenommen. Einer seiner früheren Spieler, Bobby Knight, ist ebenfalls ein Hall-of-Fame Coach geworden.